# فورشایم ام کایزرشتوهل
فورشایم ام کایزرشتوهل (به آلمانی: Forchheim) یک شهر در آلمان است که در امندینگن واقع شده‌است.